# ألبرت تورنر
ألبرت تورنر (بالإنجليزية: Albert Turner)‏ (7 أبريل 1901 ببلاكبول في المملكة المتحدة - 24 أبريل 1985 ببلاكبول في المملكة المتحدة) هو لاعب كرة قدم بريطاني (وحمل سابقاً جنسية المملكة المتحدة لبريطانيا العظمى وأيرلندا) في مركز نصف الجناح. لعب مع نادي نيلسون.